# 粤海集团

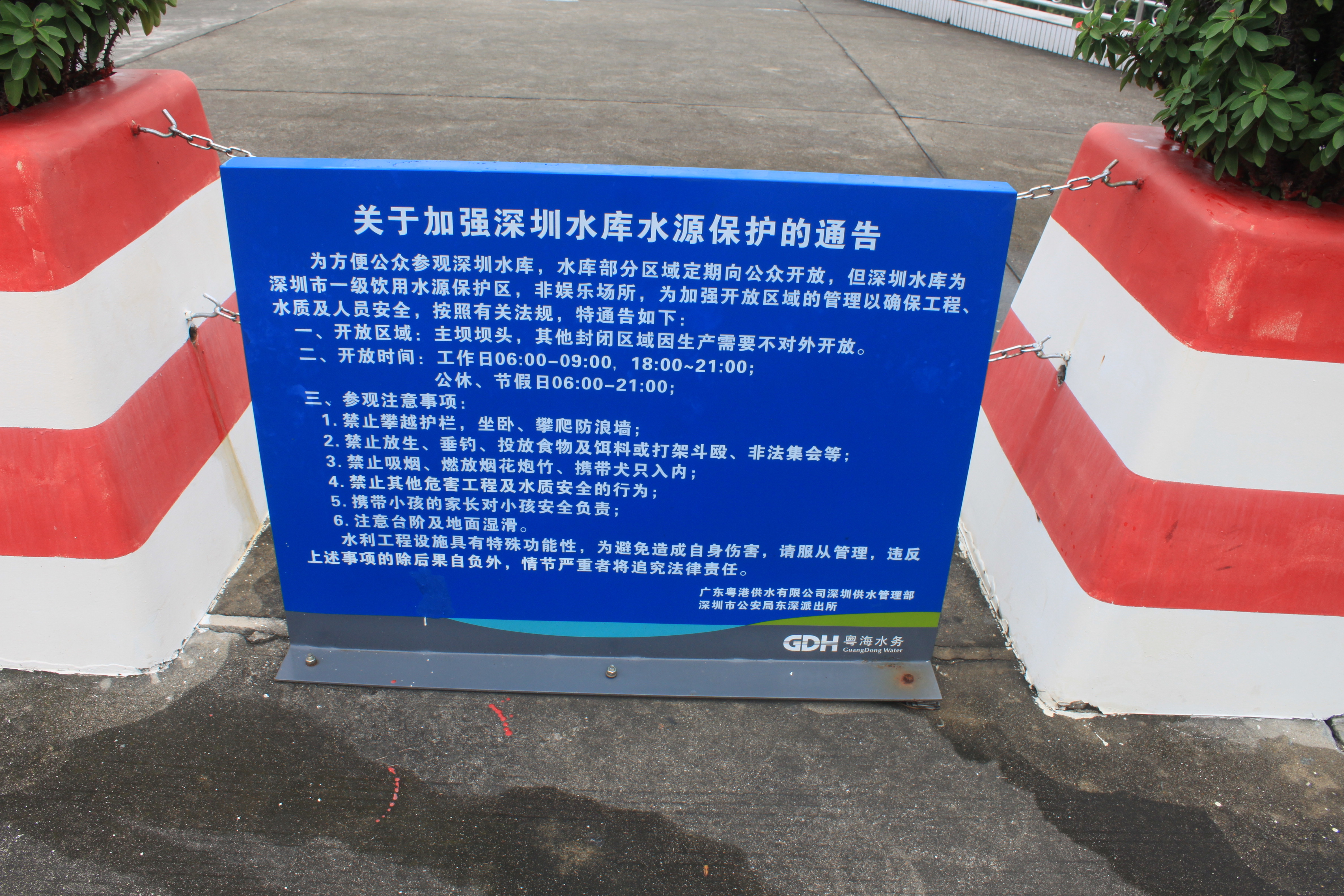
深圳水庫GDH粵海水務 Guangdong Water

广东粤海控股集团有限公司，簡稱粵海集团（英語：Guangdong Holdings Limited，GDH），是廣東省人民政府全資擁有的國有投资控股公司，以资本投资为主业，业务涉及公用事业及基础设施、制造业、房地产、酒店、物业管理、零售批发、金融等行业，集团旗下拥有粵海投資、廣南集團、粵海置地、永顺泰四家上市公司。

## 公司簡介
粵海集团，是2000年由原粤海企业（集团）有限公司、南粤（集团）有限公司，以及广东省东江－深圳供水工程管理局重組合併而成。重組後的主要業務著重於中國大陸內投資、經營公用事業、房地產、工業等行業。
- 水务：粤海水务前身为東深供水工程，后成长为全国性综合水务运营商，在全国多个省区运营自来水供应、污水处理、水利工程项目。
- 房地产：拥有著名商业地产品牌“天河城”，开发的楼盘包括拾桂府、壹桂府、粤海城、丽江花园等。
- 酒店管理：以“粤海酒店”品牌在全国管理酒店30多家。
- 贸易：旗下的廣南集團主营供香港鲜活商品代理及贸易。
- 产业园区开发：旗下的粵海置地在全国建设运营11个产业园区，面积超200万平方米。
- 制造业：旗下的永顺泰是中国最大的麦芽制造商，中粤马口铁公司以金属制品业为主。
- 能源：旗下拥有中山粤海能源、清远飞来峡水电站、韶关乐昌峡水电站、潮州韩江水电站。
- 高速公路：旗下的广西粤海高速公路公司负责广西兴六高速公路的运营管理。
- 金融：粤海金融涉及资产经营、融资租赁、商业保理、私募股权投资、资产管理等业务。

## 历史

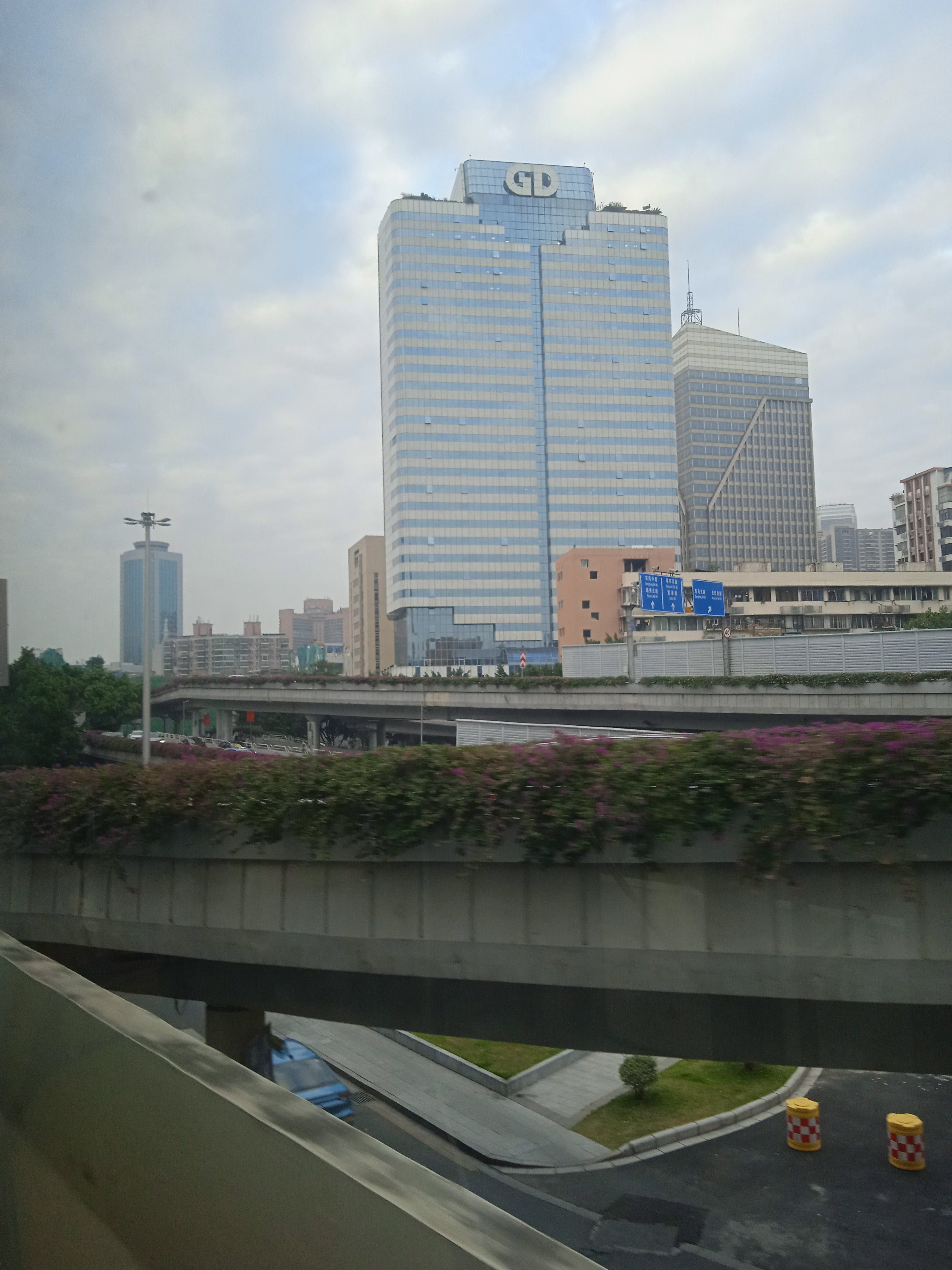
粤海集团在越秀区的旧总部大楼

前身之一的粵海企業（集團）於1980年6月3日在香港註冊，於1981年1月5日正式開業，是廣東省人民政府駐香港的經濟貿易代表，俗稱「窗口公司」。當時擁有6家上市公司和管理1家上市基金。在運作近10幾年中，主要為廣東省與內地引進資金、技術、信息、管理經驗，同時為香港廠商進入內地進行投資、貿易提供幫助。
1997年亚洲金融危机爆发衝擊廣東金融與貿易，粵海受波及而出现严重的債務違約風險。时中国建设银行行长、党组书记王岐山被派廣東任常务副省长分管金融工作，协助省委书记李长春处理资不抵债的粤海等国有企业。1998年12月尾王岐山宣佈在香港宣佈，廣東省政府聘請高盛公司擔任粵海重組的財務顧問。
經與國際債權人等的談判後，在1999年12月簽署債務重組框架協定。而廣東省政府在同年為重組粵海而注入東深供水項目，以每年20億以上的港元收益，作為現金抵押。而廣東省政府投入重組的資金20.1億美元，幾乎等同於國際債權人總額21.2的削債。
2000年12月雙方達成最終協定，對粵海集團進行資產重組。粵海重組一事，在1998至2000年的香港金融界、亞洲及世界資本市場，是廣受關注的大事件。粵海重組經高盛主持，實現債務重組，新粵海總資產483億港元，總負債339億港元，資產負債比例為67％，財務狀況得到明顯改善。參與重組的債務涉及60億美元，涉及中國大陸、香港及澳門、美國、英國等十多個國家和地區的500幾家公司。重組時涉及債權銀行200幾家，債券持有者300幾家，還有超過一千家貿易債權人，為全球資本市場所關注。
粵海重組是中國大陸政府的國有企業歷史上最大型的重組事件，實際牽涉四個企業集團的重組，主體外還有由粵海持多數股的兩間香港上市公司，還有當時是廣東省政府全資擁有、在澳門註冊的南粵（集團）有限公司。